# Sympycnus claudicans
Sympycnus claudicans är en tvåvingeart som beskrevs av Octave Parent 1932. Sympycnus claudicans ingår i släktet Sympycnus och familjen styltflugor. Inga underarter finns listade i Catalogue of Life.